# Chuột nhắt cây
Vandeleuria oleracea là một loài động vật có vú trong họ Chuột, bộ Gặm nhấm. Loài này được tìm thấy tại Nam Á và Đông Nam Á.